# 夾肌
夾肌（英語：splenius muscle）是颈部的深层肌肉，位于斜方肌深面、頸半棘肌后外方，起自项韧带和胸椎棘突，终于上项线，形状为不规则的三角形。按照所处位置可划分为頭夾肌和頸夾肌，其中大部分为头夹肌。

## 外部連結
- 解剖學(Anatomy)-肌肉(muscle)-splenius cervicis muscle(頸夾肌) （页面存档备份，存于）
- 解剖學(Anatomy)-肌肉(muscle)-splenius capitis muscle(頭夾肌)（页面存档备份，存于）